# الحميدية (أعزاز)
الحميدية  قرية من قرى محافظة القنيطرة في سوريا، وهي من القرى التي حررت في حرب أكتوبر عام 1973. تعداد سكانها 707 نسمة حسب التعداد السكاني لعام 2004.